# リッジランド (ミシシッピ州)
リッジランド（英: Ridgeland）は、アメリカ合衆国ミシシッピ州の中央部、マディソン郡の都市である。2010年国勢調査での人口は24,047 人だった。州都ジャクソンに近く、その大都市圏に属している。

## 歴史
1805年、サイラス・ディンスモアが長を務めるチョクトー族インディアン機関が、現在リッジランドと呼ばれる土地にあった。リッジランドの市内にはディンスモアと呼ばれる地区もある。その機関はその後の1850年頃までターナー・ブラシェアーズ・スタンドと呼ばれた。そこはキングス・インという名のホテルとして使われた。南北戦争のときは、キングス・インが南軍スティーブン・D・リー将軍の作戦本部として使われた。その後は1896年までホテルとして使われたが、火事で焼失した。
1853年、ジェイムズ・B・イェローリーがイェローリーズ・クロッシング（後にその妻からジェサミンと改名された）の町を設立した。シカゴからエドワード・トリークルとゴードン・ニコルズという2人の不動産開発業者が来て、イェローリーから土地を買い、ハイランド・コロニーを設立した。彼らはリッジランドと名付ける町の計画を策定し、アメリカ合衆国北部の人々を南部に誘うために宣伝キャンペーンを始めた。農業がこの町の主要な収入源であり、梨とイチゴが換金用主要作物として栽培された。

## 地理
リッジランド市は北緯32度25分8秒 西経90度7分30秒 / 北緯32.41889度 西経90.12500度 (32.418847, -90.124933)に位置している。北のマディソン市と南のジャクソン市の間にある。この郊外町はロス・バーネット貯水池の隣にある。
アメリカ合衆国国勢調査局に拠れば、市域全面積は17.7平方マイル (46 km2)であり、このうち陸地15.9平方マイル (41 km2)、水域は1.8平方マイル (4.7 km2)で水域率は10.16%である。その水域の大半はロス・バーネット貯水池である。

## 教育
リッジランドの公共教育はマディソン郡教育学区が管轄している。その他に私立学校が3校ある。すなわちセントアンドリューズ・エピスコパル学校、クライスト・コブナント学校、ベリタス学校である。
リッジランド市内にはホームズ・コミュニティカレッジのキャンパスがある。
リッジランドにはバプテスト子供の村があり、捨て子、養育放棄、あるいは虐待された子供の短期間あるいは長期間世話を行い、崩壊した家庭にはカウンセリングを行う。2004年から執行役員は元カレッジ学長のローリー・リーである。

## 経済
- IT企業のボムガーがリッジランドに本社を置いている[5]。

## 人口動態
以下は2000年の国勢調査による人口統計データである。
| 基礎データ - 人口: 20,173 人 - 世帯数: 9,267 世帯 - 家族数: 9,022 家族 - 人口密度: 489.2人/km2（1,267.4 人/mi2） - 住居数: 9,930 軒 - 住居密度: 240.8軒/km2（623.9 軒/mi2） 人種別人口構成（ ）内は2010年 - 白人: 77.05% (59.5%) - アフリカン・アメリカン: 18.44% (32.7%) - ネイティブ・アメリカン: 0.15% (0.2%) - アジア人: 2.95% (4.0%) - 太平洋諸島系: 0.04% - その他の人種: 0.55% - 混血: 0.82% (1.3%) - ヒスパニック・ラテン系: 1.55% (4.7%) | 年齢別人口構成 - 18歳未満: 23.4% - 18-24歳: 10.2% - 25-44歳: 40.3% - 45-64歳: 17.8% - 65歳以上: 8.2% - 年齢の中央値: 32歳 - 性比（女性100人あたり男性の人口） - 総人口: 89.9 - 18歳以上: 86.7 世帯と家族（対世帯数） - 18歳未満の子供がいる: 28.8% - 結婚・同居している夫婦: 40.7% - 未婚・離婚・死別女性が世帯主: 10.4% - 非家族世帯: 45.8% - 単身世帯: 38.6% - 65歳以上の老人1人暮らし: 6.5% - 平均構成人数 - 世帯: 2.15人 - 家族: 2.90人 | 収入と家計 - 収入の中央値 - 世帯: 43,066米ドル - 家族: 59,249米ドル - 性別 - 男性: 40,632米ドル - 女性: 29,634米ドル - 人口1人あたり収入: 28,704米ドル - 貧困線以下 - 対人口: 7.4% - 対家族数: 5.5% - 18歳未満: 9.2% - 65歳以上: 5.6% |

## 著名な出身者
- フェイス・ヒル、カントリー・ミュージック歌手、リッジランドで生まれ育ち、8年生の時に近くのスターに転居した
- ザ・バンド・ペリー、カントリー・ミュージック・グループ、3人のメンバー全員がリッジランドで生まれ育った